# The Bronze - Sono la numero 1
The Bronze - Sono la numero 1 (The Bronze) è un film del 2015 diretto da Bryan Buckley.

## Trama
Una ginnasta fallita a causa di un incidente non riesce ad andare avanti con la sua normale vita. Dopo la morte della sua vecchia allenatrice, a seguito di una promessa di denaro, la ginnasta si trova a dover portare alle Olimpiadi una nuova atleta.